# Autriche aux Jeux olympiques d'été de 2000
L'Autriche participe aux Jeux olympiques d'été de 2000 à Sydney. Sa délégation est composée de 92 athlètes répartis dans 17 sports et son porte-drapeau est Wolfram Waibel. Au terme des Olympiades, la nation se classe 32e avec 3 médailles dont 2 en or. 

## Nombre d'athlètes qualifiés par sport
Voici la liste des qualifiés et sélectionnés Autrichiens par sport (remplaçants compris) :
| Sport       | Hommes | Femmes | Total |
| ----------- | ------ | ------ | ----- |
| Athlétisme  | 6      | 6      | 12    |
| Aviron      | 8      | 0      | 8     |
| Canoë-kayak | 2      | 2      | 4     |
| Cyclisme    | 6      | 1      | 7     |
| Équitation  | 1      | 1      | 2     |

## Liste des médaillés autrichiens

### Médailles d'or
| Sport              | Discipline                            | Sportifs                           | Performance |
| Médailles d'or : 2 |                                       |                                    |             |
| Voile              | Planche à voile - Mistral (H)         | Christoph Sieber                   |             |
| Voile              | Quillard deux équipiers - Tornado (H) | Roman Hagara Hans-Peter Steinacher |             |

### Médailles d'argent
| Sport                  | Discipline | Sportifs       | Performance |
| Médailles d'argent : 1 |            |                |             |
| Athlétisme             | 800m (F)   | Stephanie Graf |             |

### Médailles de bronze
Aucun athlète autrichien ne remporte de médaille de bronze durant ces JO.

## Athlétisme

### Hommes
| Athlète             | Épreuve             | Séries        | Séries      | Quarts de finale | Quarts de finale | Demi-finales | Demi-finales | Finale          | Finale  |
| Athlète             | Épreuve             | Temps         | Rang        | Temps            | Rang             | Temps        | Rang         | Temps           | Rang    |
| ------------------- | ------------------- | ------------- | ----------- | ---------------- | ---------------- | ------------ | ------------ | --------------- | ------- |
| Martin Lachkovics   | 100 mètres          | 10 s 41       | 4e          | 10 s 44          | 8e               | Éliminé      | Éliminé      | Éliminé         | Éliminé |
| Martin Lachkovics   | 200 mètres          | 21 s 00       | 4e          | Éliminé          | Éliminé          | Éliminé      | Éliminé      | Éliminé         | Éliminé |
| Michael Buchleitner | Marathon            | Non disputé   | Non disputé | Non disputé      | Non disputé      | Non disputé  | Non disputé  | 2 h 19 min 26 s | 33e     |
| Elmar Lichtenegger  | 110 m haies         | 13 s 65       | 4e          | 13 s 73          | 4e               | 13 s 59      | 8e           | Eliminé         | Eliminé |
| Günther Weidlinger  | 3000 mètres steeple | 8 min 24 s 07 | 3e          | Non disputé      | Non disputé      | Non disputé  | Non disputé  | 8 min 26 s 70   | 8e      |

| Athlète        | Épreuve           | Qualification | Qualification | Finale      | Finale  |
| Athlète        | Épreuve           | Performance   | Rang          | Performance | Rang    |
| -------------- | ----------------- | ------------- | ------------- | ----------- | ------- |
| Gregor Hogler  | Lancer du javelot | 80,89 m       | 17e           | Eliminé     | Eliminé |
| Klaus Ambrosch | Décathlon         | Non disputé   | Non disputé   | 7917 pts    | 18e     |

### Femmes
| Athlète           | Épreuve | Séries         | Séries | Quarts de finale | Quarts de finale | Demi-finales  | Demi-finales | Finale        | Finale            |
| Athlète           | Épreuve | Temps          | Rang   | Temps            | Rang             | Temps         | Rang         | Temps         | Rang              |
| ----------------- | ------- | -------------- | ------ | ---------------- | ---------------- | ------------- | ------------ | ------------- | ----------------- |
| Karin Mayr-Krifka | 100 m   | 11 s 50        | 4e     | Eliminé          | Eliminé          | Eliminé       | Eliminé      | Eliminé       | Eliminé           |
| Karin Mayr-Krifka | 200 m   | 23 s 90        | 6e     | Eliminé          | Eliminé          | Eliminé       | Eliminé      | Eliminé       | Eliminé           |
| Steffi Graf       | 800 m   | 1 min 58 s 39  | 1er    | Non disputé      | Non disputé      | 1 min 57 s 56 | 1er          | 1 min 56 s 64 | Médaille d'argent |
| Susanne Pumper    | 5 000 m | 15 min 16 s 66 | 5e     | Eliminé          | Eliminé          | Eliminé       | Eliminé      | Eliminé       | Eliminé           |

| Athlète               | Épreuve          | Qualification | Qualification | Finale      | Finale  |
| Athlète               | Épreuve          | Performance   | Rang          | Performance | Rang    |
| --------------------- | ---------------- | ------------- | ------------- | ----------- | ------- |
| Linda Horvath         | Saut en hauteur  | 1,89 m        | 25e           | Eliminé     | Eliminé |
| Doris Auer            | Saut à la perche | 4,30 m        | 13e           | 4,25 m      | 9e      |
| Walentina Fedjuschina | Lancer du poids  | 17,84 m       | 12e           | 17,14 m     | 12e     |

## Aviron

### Hommes
| Athlète(s)                                                         | Compétition                      | Série         | Série | Repêchage     | Repêchage   | Demi-finale   | Demi-finale | Finale                 | Finale |
| Athlète(s)                                                         | Compétition                      | Temps         | Rang  | Temps         | Rang        | Temps         | Rang        | Temps                  | Rang   |
| ------------------------------------------------------------------ | -------------------------------- | ------------- | ----- | ------------- | ----------- | ------------- | ----------- | ---------------------- | ------ |
| Raphael Hartl Horts Nubbaumer Arnold Jonke Norbert Lambing         | Quatre de couple                 | 5 min 59 s 41 | 4e    | 6 min 05 s 65 | 2e          | 6 min 00 s 27 | 5e          | Finale B 5 min 57 s 58 | 5e     |
| Helfried Jurtschitsch Bernd Wakolbinger Martin Kobau Wolfgang Sigl | Quatre sans barreur poids légers | 6 min 16 s 94 | 3e    | Non disputé   | Non disputé | 6 min 10 s 11 | 4e          | Finale B 6 min 07 s 84 | 3e     |

## Canoe-Kayak

### Slalom

#### Hommes
| Athlète         | Compétition | Éliminatoires | Éliminatoires | Finale | Finale |
| Athlète         | Compétition | Temps         | Rang          | Temps  | Rang   |
| --------------- | ----------- | ------------- | ------------- | ------ | ------ |
| Manuel Kohler   | K1          | 255.79        | 7e            | 226.80 | 6e     |
| Helmut Oblinger | K1          | 253.94        | 4e            | 226.45 | 4e     |

#### Femmes
| Athlète                  | Compétition | Éliminatoires | Éliminatoires | Finale | Finale |
| Athlète                  | Compétition | Temps         | Rang          | Temps  | Rang   |
| ------------------------ | ----------- | ------------- | ------------- | ------ | ------ |
| Violetta Oblinger Peters | K1          | 308.48        | 10e           | 282.29 | 15e    |

### Course en ligne

#### Femmes
| Athlète         | Compétition | Éliminatoires  | Éliminatoires | Demi-finales   | Demi-finales | Finale A       | Finale A |
| Athlète         | Compétition | Temps          | Rang          | Temps          | Rang         | Temps          | Rang     |
| --------------- | ----------- | -------------- | ------------- | -------------- | ------------ | -------------- | -------- |
| Uschi Profanter | K1 500m     | 1 min 56 s 118 | 7e            | 1 min 55 s 626 | 3e           | 2 min 20 s 598 | 8e       |

## Cyclisme

### Route

#### Hommes
| Athlète           | Compétition      | Temps               | Rang |
| ----------------- | ---------------- | ------------------- | ---- |
| René Haselbacher  | Course en ligne  | DNF                 | /    |
| Thomas Muhlbacher | Course en ligne  | DNF                 | /    |
| Matthias Buxhofer | Course en ligne  | 5 h 30 min 46 s     | 50e  |
| Gerrit Glomser    | Course en ligne  | 5 h 30 min 46 s     | 40e  |
| Peter Wrolich     | Course en ligne  | 5 h 30 min 46 s     | 22e  |
| René Haselbacher  | Contre-la-montre | 1 h 02 min 38 s 328 | 34e  |

### Piste

#### Hommes
| Athlète                          | Compétition           | Points | Rang |
| -------------------------------- | --------------------- | ------ | ---- |
| Franz Stocher                    | Course aux points     | 8      | 6e   |
| Werner Riebenbauer Roland Garber | Course à l'américaine | 10     | 5e   |

#### Femmes
| Athlète              | Compétition       | Points | Rang |
| -------------------- | ----------------- | ------ | ---- |
| Michaela Brunngraber | Course aux points | 0      | 15e  |

## Equitation
| Athlète      | Épreuve  | R1     | R1   | R2      | R2      | R3      | R3      |
| Athlète      | Épreuve  | Points | Rang | Points  | Rang    | Points  | Rang    |
| ------------ | -------- | ------ | ---- | ------- | ------- | ------- | ------- |
| Stefan Peter | Dressage | 63.80  | 38e  | Eliminé | Eliminé | Eliminé | Eliminé |
| Peter Gmoser | Dressage | 65.52  | 24e  | 66.51   | 21e     | Eliminé | Eliminé |